# Ficus bizanae
Ficus bizanae är en mullbärsväxtart som beskrevs av John Hutchinson och Burtt Davy. Ficus bizanae ingår i släktet fikonsläktet, och familjen mullbärsväxter. Inga underarter finns listade i Catalogue of Life.

## Bildgalleri

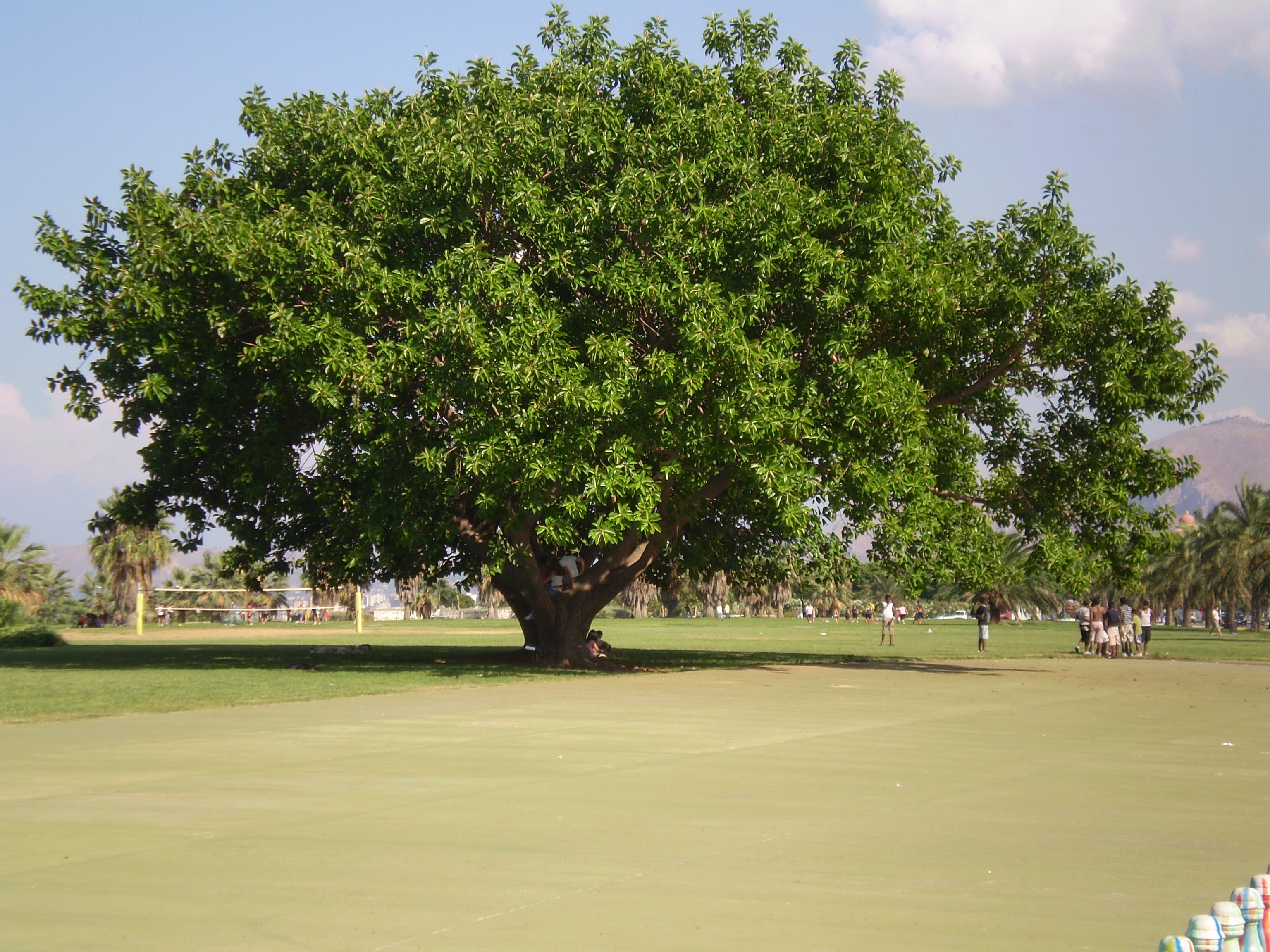
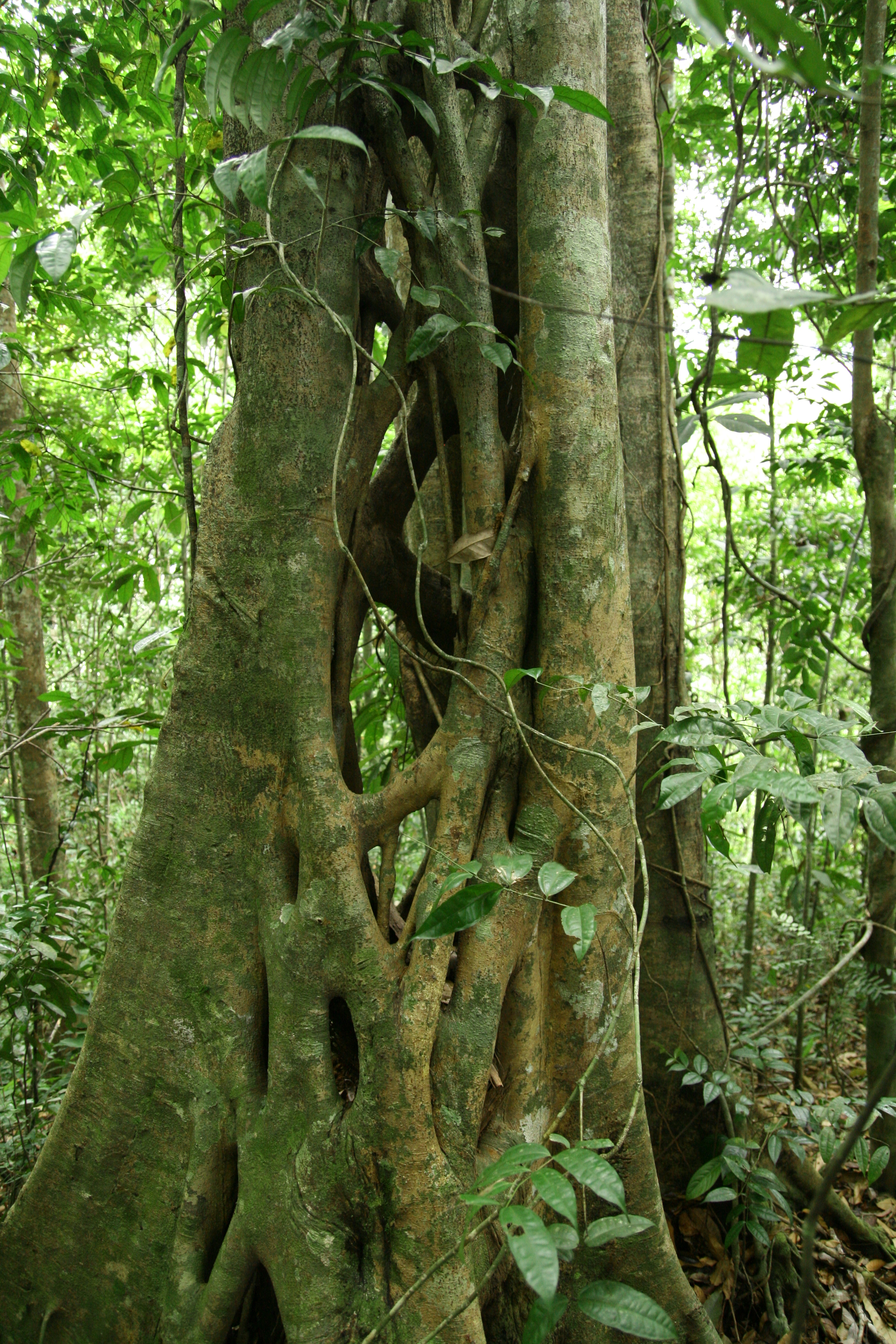
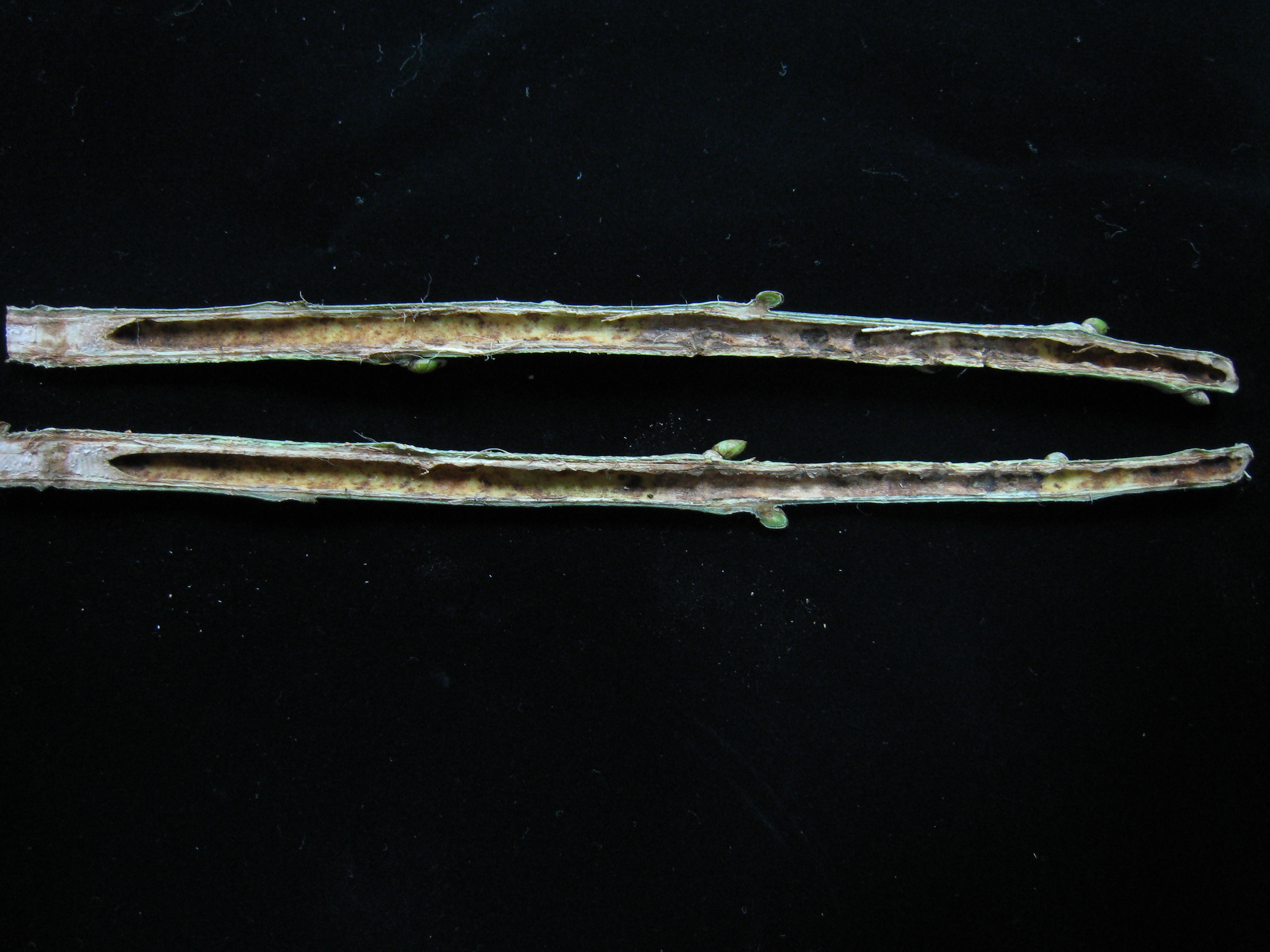
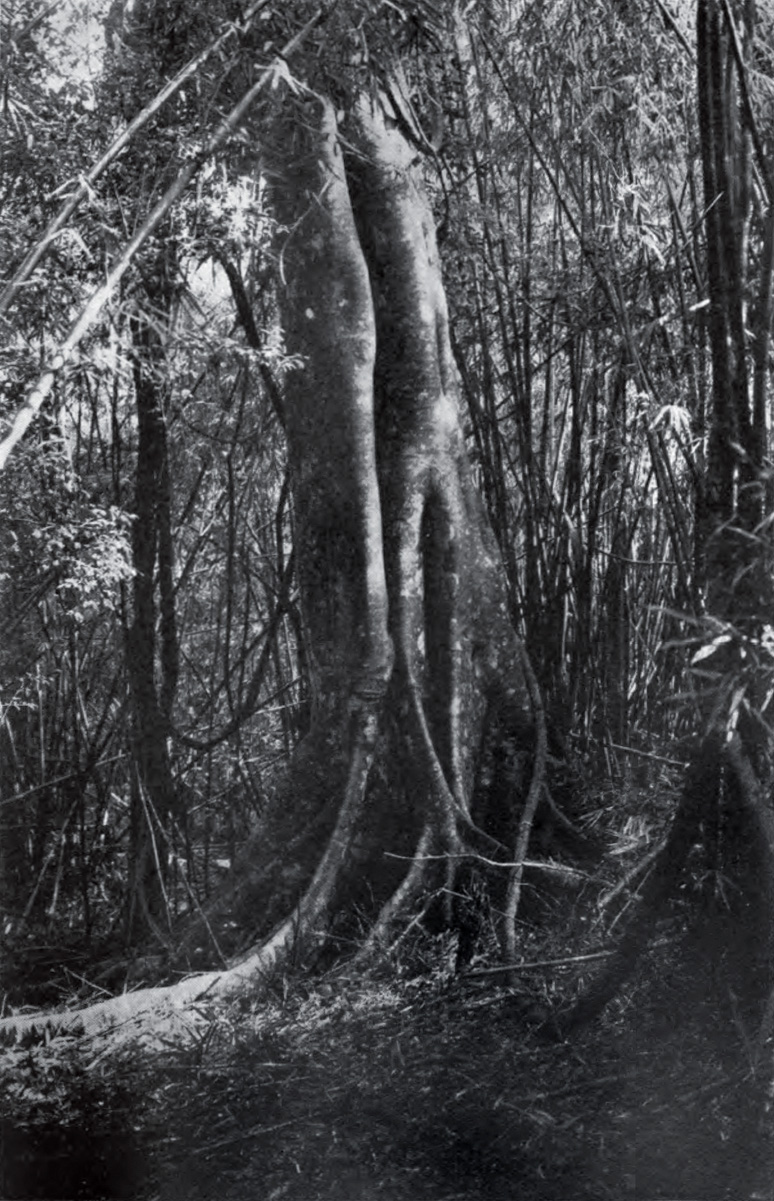